# Lenguas rufiji-ruvuma
Las lenguas rufiji-ruvuma son un grupo de lenguas bantúes identificado como grupo filogenético por Gloria Waite (1979) y subsiguientemente confirmado por otros investigadores: N10 (excepto el manda), P10 (el ngindo se reclasificó dentro de N10), P20.
Las lenguas del grupo dentro junto con su coficiación dentro de la clasificación de Guthrie son:
- Ruvuma (P20):
  - Yao-Mwera
  - Makonde: Makonde-Machinga, Mabiha
- Mbinga
  - Ruhuhu (N10): Matengo, Mpoto
  - Matandu (P10): Matumbi, Ndengereko (Rufiji)
  - Lwegu:  Ngindo (P10), Ndendeule (Ndwewe) (N10)
- Songea (N10): Ngoni

Entre las lenguas consideradas por Guthrie el ndonde-mawanda carecía de clasificación específica y fue clasificado como P20 (ya que supuestamente era cercano al mwera); nindi (N10, supuestamente cercano al ndendeule); y el tonga de Malaui (N10).
Nurse reclasifica el manda dentro del grupo bena-kinga, aunque Ehret lo mantine como Guthrie.

## Comparaxión léxica
Los numerales en diferentes lenguas rufiji-ruvuma son:
| GLOSA | Yao         | Makonde   | Matumba       | Matengo      | Ndengereko | Ndenduele | Ngoni   | PROTO- RUFIJI-RUVUMA |
| ----- | ----------- | --------- | ------------- | ------------ | ---------- | --------- | ------- | -------------------- |
| '1'   | yimo        | íːmo      | imoᵑga        | ʤíːmu        | yimo       | -mo       | -ˈiːmu  | *ji-mo               |
| '2'   | sivili      | mbíːli    | siʋɨlɪ        | íbeːli       | íbeːle     | -bele     | -ˈveːna | *-βeli               |
| '3'   | sitatu      | nnáːtu    | sidatu        | itâːtu       | ítaːtu     | -tatu     | -ˈtaːtu | *-taːtu              |
| '4'   | nʧeʧe       | nʧeːʃɛ    | nʧeʧe         | ńsɛːsi       | íne        | nʧeʧe     | nˈʧɛːʧɛ | *-nʧeʧe              |
| '5'   | nsaːno      | mwáːnu    | muhanʊ        | ŋ́haːnu       | ítaːno     | -nhanu    | ˈŋaːnu  | *-cʰaːno             |
| '6'   | 5+1         | 5+1       | 5+1           | 5+1          | (síta)     | 5+1       | 5+1     | *5+1                 |
| '7'   | 5+2         | 5+2       | 5+2           | 5+2          | (sába)     | 5+2       | 5+2     | *5+2                 |
| '8'   | 5+3         | 5+3       | 5+3           | 5+3          | ínaːne     | 5+3       | 5+3     | *5+3 / -naːne        |
| '9'   | 5+4         | 5+4       | 5+4           | 5+4          | (-tísa)    | 5+4       | 5+4     | *5+4                 |
| '10'  | likúmí límo | (li)kúːmi | likumi imoᵑga | likomi líːmu | kʊmi       | komi      | ˈkoːmi  | *-kuːmi              |
Los términos entre paréntesis son préstamos léxicos de origen árabe que fueron tomados a través del suajili.